# Skupina galaxií M 101
Skupina galaxií M101 je volná skupina galaxií v souhvězdí Velké medvědice vzdálená od naší Galaxie přibližně 15 milionů světelných let. Skupina nese označení podle nejjasnější galaxie této skupiny, kterou je galaxie Větrník (M101) a většina členů skupiny se nachází blízko této galaxie. Skupina tvoří spolu s dalšími blízkými skupinami Místní nadkupu galaxií (Nadkupu galaxií v Panně).

## Členové Skupiny galaxií M101
Následující tabulka ukazuje ty členy Skupiny galaxií M101, na kterých se shodují Nearby Galaxies Catalog, výzkum Pascala Fouque a kol., Lyons Groups of Galaxies (LGG) Catalog, a tři seznamy této skupiny vytvořené při průzkumu Nearby Optical Galaxies.
| Název    | Typ         | R.A. (J2000)  | Dec. (J2000) | Rudý posuv (km/s) | Magnituda |
| -------- | ----------- | ------------- | ------------ | ----------------- | --------- |
| M101     | SAB(rs)cd   | 14h 03m 12.6s | +54°20′57″   | 241 ± 2           | 8,3       |
| NGC 5204 | SA(s)m      | 13h 29m 36.5s | +58°25′07″   | 201 ± 1           | 11,7      |
| NGC 5474 | SA(s)cd pec | 14h 05m 01.6s | +53°39′44″   | 273 ± 9           | 11,3      |
| NGC 5477 | SA(s)m      | 14h 05m 33.2s | +54°27′39″   | 304 ± 5           | 14,4      |
| NGC 5585 | SAB(s)d     | 14h 19m 48.2s | +56°43′45″   | 293 ± 2           | 11,2      |
| UGC 8837 | IB(s)m      | 13h 54m 45.8s | +53°54′03″   | 144 ± 3           | 13,8      |
| UGC 9405 | Im          | 14h 35m 24.4s | +57°15′19″   | 222 ± 6           | 17        |

Dalšími možnými členy skupiny (uváděnými pouze v jednom nebo dvou z výše uvedených zdrojů) jsou nepravidelné galaxie NGC 5238 a UGC 8508.

## Sousední galaxie
Skupina galaxií M51, do které patří Vírová galaxie (M51) a galaxie Slunečnice (M63), nacházející se jihovýchodně od Skupiny galaxií M101 a Skupina galaxií NGC 5866 (M 102), která leží východně od ní,
leží v podobné vzdálenosti (podle vzdáleností jednotlivých členů) od naší Galaxie, což naznačuje, že tyto tři skupiny jsou součástí jediné větší volné protáhlé skupiny.
Ovšem většina studií, včetně výše uvedených zdrojů, označují tyto skupiny za oddělené celky.